# O Lavrador de Café
O Lavrador de Café ("El llaurador de cafè") és una obra del brasiler Candido Portinari. Actualment, pertany a la col·lecció del MASP (Museu d'Art de São Paulo). És una pintura a l'oli sobre tela, datada l'any 1934.

## L'obra

### Descripció
El quadre és una pintura a l'oli de 100 x 81 cm, obra del pintor modernista brasiler Portinari. S'hi retrata un home negre i fort subjectant una aixada, en mig d'un extens cafetar. Porta les mànigues i pantalons arromangats i els peus descalços. Els braços i peus són grans, en proporció a la resta del cos.
A la dreta de l'home, s'hi veu un arbre talat i, a l'esquerra, un tren de càrrega.

### Context
El cicle del café al Brasil va tenir lloc entre aproximadament 1870 i 1930, a la regió sud-est del país. El mateix autor, fill de migrants italians treballadors del café, va viure la seva infantesa en aquestes plantacions.
Per l'època i estil del quadre, l'home retratat no és un esclau africà, sino probablement descendent de lliberts, alliberats bé pels seus amos o amb motiu de la Llei Àuria de 1888. En tot cas, els afrodescendents que treballaven al camp en les primeres dècades del segle xx ho seguien fent en règim de semiesclavitud, treballant de dilluns a diumenge a canvi de menjar i allotjament.

### Interpretació
El llaurador és un afrobrasiler que simbolitza el lligam amb la terra: amb el seu treball la transforma, la torna fèrtil. A mateix temps, ell n'és fill: de la terra com a nació, el Brasil, i de la terra com a lloc, ja que els fills dels agricultors acostumaven a continuar treballant el camp.
La desproporció de les extremitats reforça la idea del treball continu i, a més, és un dels trets del modernisme brasiler, com en l'obra de Tarsila do Amaral (Abaporu).
Conceptualment, Portinari (qui fou militant comunista), fa una crítica al sistema latifundista - base de l'economia brasilera des del Descobriment -, que priva als "fills de la terra" d'alternatives, creixement i realització social, destinant-los a continuar lligats de per vida a l'home blanc, abans amo, ara capitost. En aquest sentit, el quadre s'apropa a la idea plasmada per Gilberto Freyre un any abans en la novel·la Casa-Grande & Senzala.
L'arbre talat és també una crítica a la desforestació, que elimina el que és intrínsec al Brail (els seus boscos i pobles indígenes), en favor del creixement econòmic de les famílies de terratinents. Així mateix, el tren simbolitza aquesta nova prosperitat i riquesa que, de fet, s'allunya de la terra.

## Robatori
El quadre va ser robat a finals del 2007, juntament amb El retrat de Suzanne Bloch de Picasso, i recuperat per la Policia Civil de l'Estat de São Paulo dinou dies després. Els quadres estaven a la ciutat de Ferraz de Vasconcelos, i van ser retornats al museu més tard.